# Кызылтал (Западно-Казахстанская область)
Кызылтал (каз. Қызылтал) — село в Бурлинском районе Западно-Казахстанской области Казахстана. Административный центр Кызылталского сельского округа. Код КАТО — 273656100.
Село расположено в 4 км к юго-востоку от города Аксай. С 10 апреля 2013 года, с. Кызылтал было упразднено, границы были объединены с городом Аксай.

## Население
В 1999 году население села составляло 1139 человек (558 мужчин и 581 женщина). По данным переписи 2009 года, в селе проживало 3068 человек (1552 мужчины и 1516 женщин).